# Funaria wallichii
Funaria wallichii là một loài Rêu trong họ Funariaceae. Loài này được (Mitt.) Broth. mô tả khoa học đầu tiên năm 1903.